# Wahl des deutschen Bundespräsidenten 2004
- PDS: 31
- SPD: 459
- Grüne: 90
- SSW: 1
- CDU/CSU: 539
- FDP: 83
- DVU: 1
- Unabh.: 1

Bei der Wahl des deutschen Bundespräsidenten 2004 wurde
der ehemalige Direktor des Internationalen Währungsfonds (IWF), Horst Köhler (CDU), durch die 12. Bundesversammlung zum neunten Bundespräsidenten gewählt. Er trat gegen die Präsidentin der Europa-Universität Viadrina in Frankfurt (Oder), Gesine Schwan (SPD), an. Die Art der Kandidatenauswahl von CDU/CSU und FDP, die letztlich zur Nominierung Köhlers führte, wurde in der Öffentlichkeit vielfach als der Würde des Amtes nicht angemessen bezeichnet. Die CDU/CSU-Bundestagsfraktion hatte in Teilen der CDU und der FDP den favorisierten Wolfgang Schäuble als Kandidaten nicht durchsetzen können.

## Bundesversammlung
Die Bundesversammlung wurde gemäß § 8 BPräsWahlG vom Präsidenten des Bundestages, Wolfgang Thierse, geleitet.
Nach Art. 54 Abs. 5 GG ist gewählt, wer im ersten oder zweiten Wahlgang „die Stimmen der Mehrheit der Mitglieder der Bundesversammlung erhält“. 2004 waren hierzu 603 Stimmen notwendig. In dem weiteren 3. Wahlgang ist der Kandidat mit den meisten Stimmen gewählt. In der Bundesversammlung verfügte die CDU/CSU wieder mit 539 über die meisten Delegierten und nominierte Horst Köhler für das Amt des Bundespräsidenten. Durch die Unterstützung der FDP mit ihren 83 Delegierten war eine knappe absolute Mehrheit im ersten Wahlgang zu erwarten. Trotz der knappen Mehrheit Köhlers galt die Wahl von Gesine Schwan als unwahrscheinlich, die von der regierenden Koalition aus SPD und Grünen mit je 459 bzw. 90 Delegierten unterstützt wurde. Auch die PDS empfahl ihren 31 Delegierten die Wahl Schwans.
| Partei      | Partei | Mitglieder | Mitglieder | Mitglieder |
| Partei      | Partei | Bund       | Länder     | gesamt     |
| ----------- | ------ | ---------- | ---------- | ---------- |
| CDU/CSU     |        | 247        | 292        | 539        |
| SPD         |        | 250        | 209        | 459        |
| Grüne       |        | 55         | 35         | 90         |
| FDP         |        | 47         | 36         | 83         |
| PDS         |        | 2          | 29         | 31         |
| SSW         |        | –          | 1          | 1          |
| DVU         |        | –          | 1          | 1          |
| Unabhängige |        | 1          | –          | 1          |
| Gesamt      | Gesamt | 602        | 603        | 1205       |

## Ergebnis
Die 604 Stimmen, die Horst Köhler erhielt, sind nur eine Stimme mehr als die absolute Mehrheit und damit deutlich weniger als im Vorfeld erwartet. Bei der Wahlauszählung kam es jedoch zu einer Panne, da bei der ersten Auszählung Köhler nur 602 Stimmen bekam, was einen zweiten Wahlgang bedeutet hätte. Unionsvertreter bestanden auf eine Nachzählung, bei der zwei Stimmenkarten für Köhler im Stapel von Schwan gefunden wurden. Es gab neun Enthaltungen und zwei ungültige Stimmen. Daraus folgt, dass mindestens neun Mitglieder des CDU/CSU/FDP-Lagers für Schwan gestimmt haben (falls die Enthaltungen und ungültigen Stimmen allesamt von Mitgliedern dieses Lagers abgegeben wurden; andernfalls sogar noch mehr). Ein Mitglied aus SPD-Reihen blieb aus Krankheitsgründen der Bundesversammlung fern. Die Anzahl der Sitze hatte sich zudem um einen vermindert, da die Bundestagsabgeordnete Anke Hartnagel (SPD) vor der Wahl starb und dieses Mandat nicht wiederbesetzt wurde, weil es ein Überhangmandat war.
In seiner Dankesrede erstrebte Köhler, dem Erbe Johannes Raus gerecht zu werden und sich als Mittler und vertrauensschaffende Person einzuführen. Er würdigte die Einheit Deutschlands, zudem forderte er ein „Deutschland der Ideen“ und eine kinderfreundlichere Gesellschaft.
| Wahlgang                                                | Kandidat          | Stimmenzahl | Anteil | Partei | Partei | Unterstützung   |
| ------------------------------------------------------- | ----------------- | ----------- | ------ | ------ | ------ | --------------- |
| 1. Wahlgang                                             | Horst Köhler      | 604         | 50,1 % |        | CDU    | CDU/CSU, FDP    |
| 1. Wahlgang                                             | Gesine Schwan     | 589         | 48,9 % |        | SPD    | SPD, Grüne, PDS |
| 1. Wahlgang                                             | Enthaltungen      | 9           | 0,7 %  |        |        |                 |
| 1. Wahlgang                                             | Ungültige Stimmen | 2           | 0,2 %  |        |        |                 |
| 1. Wahlgang                                             | Keine Stimmabgabe | 1           | 0,1 %  |        |        |                 |
| Damit wurde Horst Köhler zum Bundespräsidenten gewählt. |                   |             |        |        |        |                 |